# Pigeonnier de Montplaisir
Le pigeonnier de Montplaisir est un pigeonnier situé à Ambres, dans le Tarn, en région Occitanie, inscrit Monument historique.

## Description
Le pigeonnier de Montplaisir est une tour monumentale de trois étages faisant office de pigeonnier pour la demeure de maître qu'il jouxte. Il a été construit en 1891, soit près de trente ans après cette maison.
Il est inscrit au titre des monuments historiques par arrêté du 11 août 2010.